# Plebiscyt na Warmii, Mazurach i Powiślu

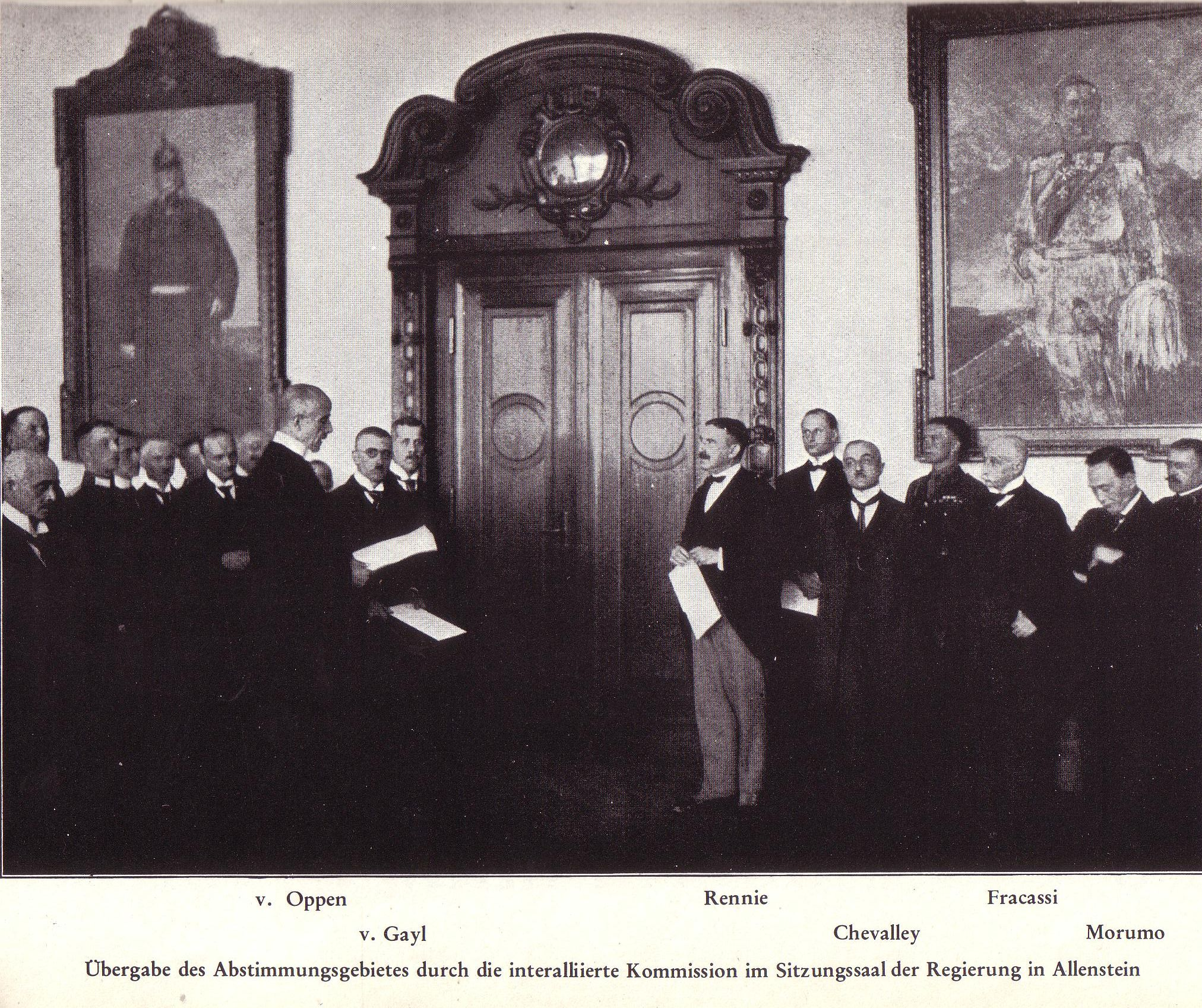
Przekazanie głosów regionu w budynku Rejencji Olsztyńskiej w dniu 16 sierpnia 1920.

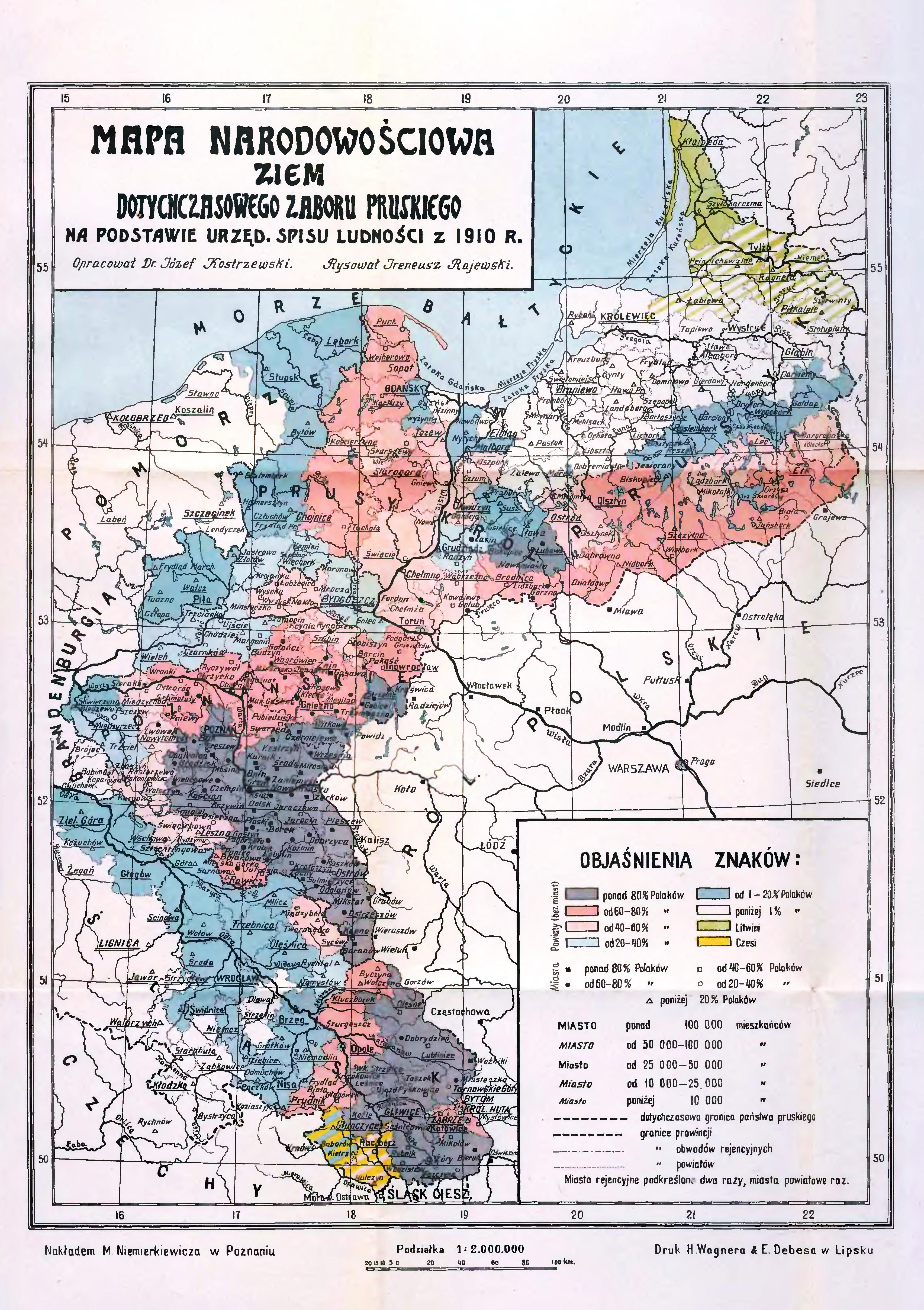
Mapa narodowościowa ziem zaboru pruskiego, dawnych Prus Książęcych i pruskiej części Górnego Śląska oraz niektórych terenów Dolnego Śląska (tereny nienależące do zaboru pruskiego) na podstawie urzędowego pruskiego spisu ludności z 1910 r. (w spisie deklarowało się używany język, a nie narodowość). Sporządzona przez Józefa Kostrzewskiego i Ireneusza Rajewskiego 1919

Polskie postulaty terytorialne na paryskiej konferencji pokojowej (Linia Dmowskiego) na tle mapy etnograficznej regionu i granic Rzeczypospolitej 1772

Plebiscyt na Warmii, Mazurach i Powiślu, Plebiscyt w regionie Prus (niem. Volksabstimmung in Teilen historischen Preußens) – jeden z dwóch plebiscytów dotyczących Polski, wyznaczonych w 1919 r. w wersalskim traktacie pokojowym, kończącym I wojnę światową. Plebiscyt został przeprowadzony 11 lipca 1920 na obszarze Warmii, Mazur i Powiśla.
W plebiscycie ludność zamieszkująca Warmię, Mazury i Powiśle miała zdecydować o przyłączeniu tych ziem do nowo powstałego państwa polskiego lub o pozostawieniu ich w granicach Prus Wschodnich i Prus Zachodnich. Nad przebiegiem głosowania czuwały komisje międzysojusznicze powołane przez Ligę Narodów.
Argumentem na rzecz włączenia tego obszaru do Polski było przede wszystkim to, że według danych polskich, 80% (według źródeł niemieckich – tylko 40%) jego ludności posługiwało się w życiu codziennym lokalnym wariantem języka polskiego – a więc, zgodnie z przyjętą w traktacie wersalskim zasadą tworzenia państw narodowych, obszar ten powinien był znaleźć się w Polsce. Podnoszono też argument historyczny: przed 1772 rokiem część tych ziem (Warmia i północne tereny Powiśla) wchodziła w skład Rzeczypospolitej. Traktat wersalski nie przyznawał jednak Polsce żądanych obszarów, pozostawiając decyzję o ich państwowej przynależności zamieszkałym tam Mazurom, Warmiakom i Powiślakom. Wyjątkiem było włączenie w skład Polski części powiatu nidzickiego z Działdowem w lutym 1920 roku. Motywowane to było gospodarczymi interesami Polski (przez Działdowo przebiegała linia kolejowa z Warszawy do Gdańska).

## Obszar plebiscytowy
Obszar plebiscytowy obejmował trzy powiaty na Warmii (miasto Olsztyn, powiaty ziemskie olsztyński i reszelski), osiem powiatów na Mazurach (ostródzki, nidzicki, szczycieński, piski, ełcki, olecki, giżycki i mrągowski) i cztery powiaty na Powiślu (suski, kwidzyński, sztumski i malborski). Nie obejmował on północnych terenów zarówno Warmii, jak i Powiśla, które należały do 1772 roku do Polski, zaś w czasie plebiscytu były w większości obszarami niemieckojęzycznymi.

## Organizacja głosowania

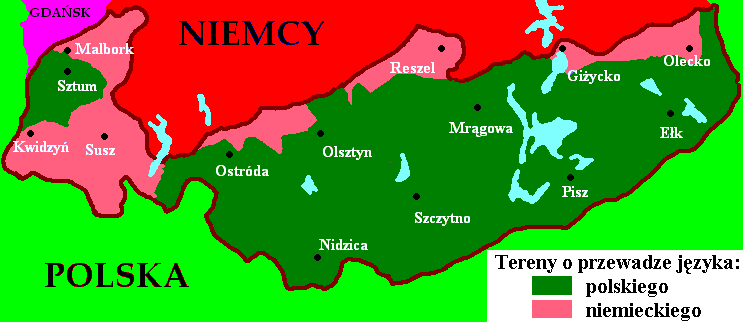
Mapa zasięgu języka polskiego na Warmii i Mazurach

Przeprowadzenie plebiscytu nadzorowały komisje alianckie, których siedzibami były Kwidzyn i Olsztyn. Polską akcją wyborczą kierowały Mazurski Komitet Plebiscytowy, Warmiński Komitet Plebiscytowy oraz Mazurski Związek Ludowy.

## Wyniki
Wyniki plebiscytu były dla Polski druzgocącą klęską. W okręgu olsztyńskim za Niemcami opowiedziało się 363 209 osób, za Polską – 7 980, w okręgu kwidzyńskim za Niemcami 96 894, za Polską – 7947 (według innych opracowań: za Polską 8018 osób, a za Niemcami 96 923 osoby). W obu okręgach za Polską głosowało 3,4% uprawnionych. Najwięcej głosów za Polską padło w powiatach sztumskim (19,07%) i olsztyńskim (13,47%), najmniej zaś w okręgach mazurskich (np. w powiecie Olecko tylko 2 głosy na prawie 30 tys. biorących udział w plebiscycie, stąd późniejsza niemiecka nazwa miasta Treuburg).
W całości za przyłączeniem do Polski opowiedziały się cztery gminy mazurskie (trzy w pow. ostródzkim i jedna w okręgu nidzickim), cztery warmińskie (trzy w pow. olsztyńskim ziemskim i jedna w okręgu Reszel) oraz 25 leżących na Powiślu.

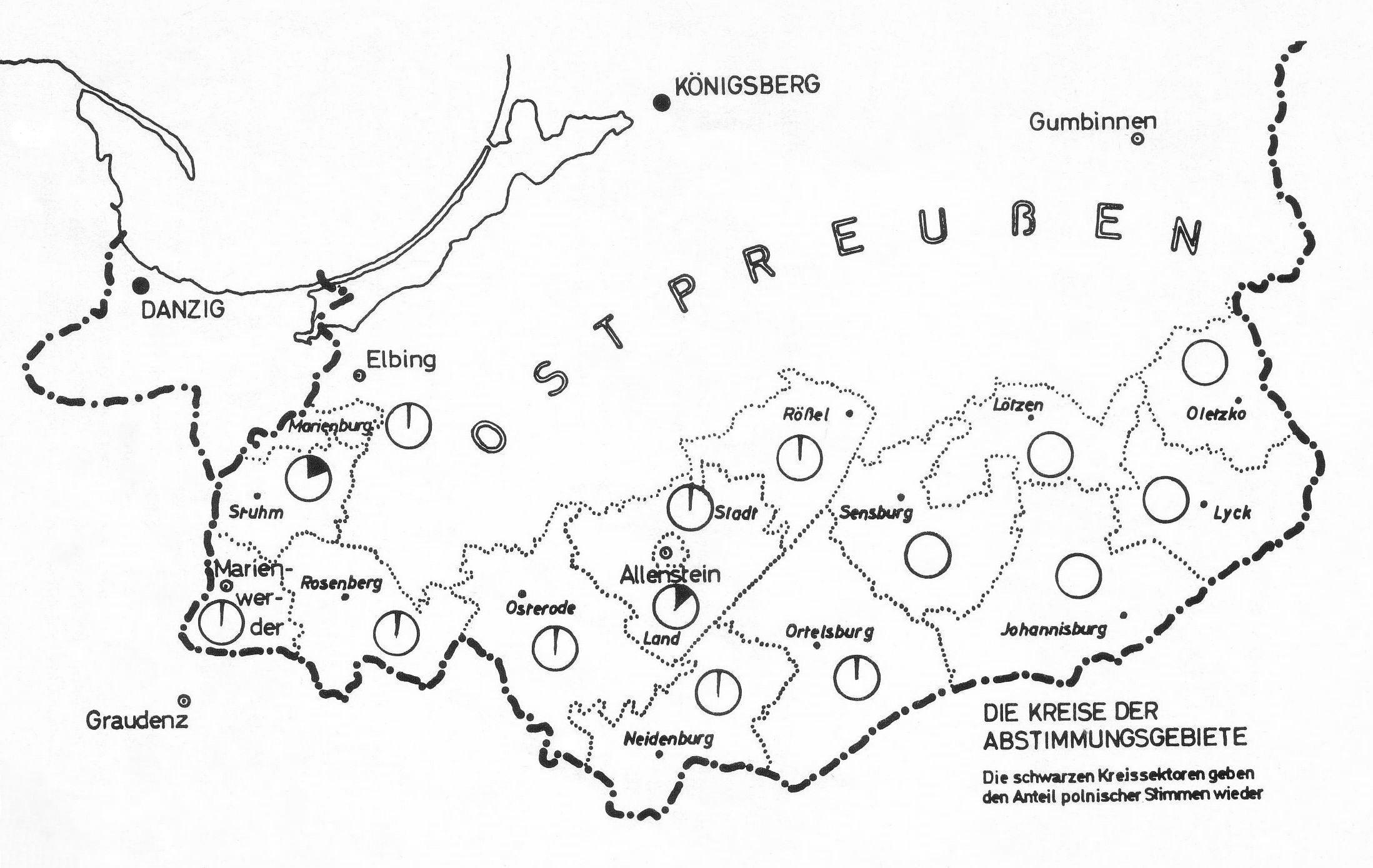
Odwzorowanie graficzne wyników plebiscytu

W rezultacie plebiscytu na Mazurach przyłączono do Polski wsie Lubstynek, Napromek oraz Groszki, a na Powiślu – Małe Pólko, Nowe Lignowy, Kramrowo, Bursztych i Janowo. Do Polski również ze względów gospodarczych przyłączono port rzeczny w Korzeniewie bez samej wsi Korzeniewo (inaczej Kurzybrak) oraz przyczółek mostowy w Opaleniu.

## Przyczyny niepowodzenia opcji polskiej
Na niekorzystny dla Polski wynik złożył się szereg przyczyn. Strona niemiecka dysponowała olbrzymią przewagą materialną, organizacyjną i propagandową. Praktycznie od samego momentu podjęcia decyzji o plebiscycie ruszyła niemiecka machina propagandowa, realizowano starannie przygotowany scenariusz mający przekonać i umocnić ludność terenów w niemieckości i przywiązaniu do Niemiec. Strona polska nie miała na to odpowiednich środków, kadr, programu, toczyły się spory wewnętrzne pomiędzy różnymi działaczami, musiała też czekać na uprawomocnienie się decyzji o głosowaniu i przybycia Komisji Międzysojuszniczej. Wpływ na przebieg kampanii plebiscytowej miały terrorystyczna działalność niemieckich bojówek, a także stronnicza nieraz postawa Komisji Międzysojuszniczej (głównie jej włosko-brytyjskiej części, francuska była nastawiona bardziej propolsko). Poza tym na kartach wyborczych zamiast słowa Niemcy wydrukowane były słowa Prusy Wschodnie. Mazurzy i Warmiacy mieli zatem wybierać między doskonale im znanymi Prusami Wschodnimi a odrodzonym państwem polskim, z którym stracili łączność w 1772 roku (Warmiacy i Powiślacy) albo nie posiadali jej nigdy wcześniej (Mazurzy). Ponadto plebiscyt odbył się w bardzo trudnym dla Polski momencie, w czasie rozpoczętej 4 lipca 1920 generalnej ofensywy Armii Czerwonej w trakcie wojny polsko-bolszewickiej. W przeddzień plebiscytu – 9 lipca 1920 premier RP Władysław Grabski na konferencji w Spa oficjalnie poprosił państwa Ententy o pomoc wobec agresji bolszewickiej. Sytuacja na froncie polsko-sowieckim dawała niemieckiej propagandzie pretekst do określania Polski mianem państwa sezonowego i wykorzystania obaw uczestników plebiscytu przed zagrożeniem terrorem Czeki (o którym donosiła prasa) i narzuceniem siłą ustroju sowieckiego. Były to przesłanki skłaniające do głosowania za utrzymaniem status quo.
Kolejną ważną przyczyną był fakt przywiezienia na ten teren przez władze niemieckie około 100 000 osób, przeważnie emigrantów z Zagłębia Ruhry, jako urodzonych na terenie Mazur przed 1905 i mających powyżej 20 lat (analogicznie do plebiscytu górnośląskiego, gdzie strona polska poprosiła emigrantów o udział w głosowaniu, którzy jednak głosowali głównie za Niemcami). Te osoby stanowiły 30% do 40% głosujących w mazurskich powiatach i w ponad 95% głosowały za pozostaniem w Prusach Wschodnich. Decyzję o umożliwieniu emigrantom głosowania podjęła wspólnota międzynarodowa przy braku sprzeciwu ze strony Polski.
Jednym z kluczowych powodów klęski mogło być przyjęcie przez stronę polską tzw. obiektywnej teorii istnienia narodu: zgodnie z poglądami wykształconymi w XIX wieku naród tworzy język, obyczaje i kultura. W przypadku mieszkańców terenu plebiscytowego zwracano uwagę na te kwestię, zwłaszcza używanie języka polskiego, wybierano także te zwyczaje i elementy kultury, które można było powiązać z polskością. Całkowicie zaś pominięto subiektywną świadomość danych grup, które, pomimo używania jednej z form języka polskiego nie musiały czuć związków z polskością, zachowały natomiast poczucie niemieckiej (pruskiej) wspólnoty losów historyczno-państwowych. W przypadku ewangelickich Mazur dochodziły różnice religijne, zaś w przypadku katolickiej Warmii ruch propolski był przeceniany. Nie bez znaczenia były także różnice gospodarcze: opinia o Polsce (szczególnie o dawnym zaborze rosyjskim) jako o kraju biednym i zacofanym była powszechna i często przytaczana w plebiscytowej propagandzie. Utożsamianie języka polskiego z poczuciem narodowości polskiej doprowadziło do sytuacji, że na wyraźny wniosek strony polskiej plebiscyt objął też powiat olecki (początkowo miał być on z niego wyłączony), ponieważ trzecia część mieszkańców miała tam mówić po polsku. Efektem takiej decyzji był ekstremalnie niekorzystny dla Polski wynik: poparło ją jedynie 0,007% ludności uprawnionej do głosowania, czyli 2 osoby.
Ostatecznie niemal cały obszar plebiscytowy pozostał w granicach Niemiec, Polsce przyznano jedynie 8 gmin (5 na Powiślu i 3 na Mazurach), a granica między Polską a Niemcami biegła odtąd wzdłuż wschodniego brzegu Wisły.